# Seleção Tchecoslovaca de Basquetebol
A Seleção Tchecoslovaca de Basquetebol representou a Checoslováquia em competições internacionais de basquetebol. Foi campeão do EuroBasket em 1946 em Praga. Sua última participação internacional como Tchecoslováquia foi nas Eliminatórias do EuroBasket de 1993, na ocasião uma das nações formadoras da Checoslováquia, a Eslováquia, competiu com sua própria seleção.

## Participações em Competições Internacionais
| Ano  | Pos. | Torneio                                             | Sede                                  |
| ---- | ---- | --------------------------------------------------- | ------------------------------------- |
| 1935 | 3º   | EuroBasket 1935                                     | Genebra, Suíça                        |
| 1936 | 13º  | Basquetebol nos Jogos Olímpicos de Verão de 1936    | Berlim, Alemanha                      |
| 1937 | 7º   | EuroBasket 1937                                     | Riga, Letónia                         |
| 1946 | 1º   | EuroBasket 1946                                     | Genebra, Suíça                        |
| 1947 | 2º   | EuroBasket 1947                                     | Praga, Checoslováquia                 |
| 1948 | 7º   | Basquetebol nos Jogos Olímpicos de Verão de 1948    | Londres, Reino Unido                  |
| 1951 | 2º   | EuroBasket 1951                                     | Paris, França                         |
| 1953 | 4º   | EuroBasket 1953                                     | Moscovo, União Soviética              |
| 1955 | 2º   | EuroBasket 1955                                     | Budapeste, Hungria                    |
| 1957 | 3º   | EuroBasket 1957                                     | Sófia, Bulgária                       |
| 1959 | 2º   | EuroBasket 1959                                     | Istambul, Turquia                     |
| 1960 | 5º   | Basquetebol nos Jogos Olímpicos de Verão de 1960    | Roma, Itália                          |
| 1961 | 5º   | EuroBasket 1961                                     | Belgrado, Jugoslávia                  |
| 1963 | 10º  | EuroBasket 1963                                     | Breslávia, Polónia                    |
| 1965 | 7º   | EuroBasket 1965                                     | Moscovo e Tbilisi, URSS               |
| 1967 | 2º   | EuroBasket 1967                                     | Helsínquia e Tampere, Finlândia       |
| 1969 | 3º   | EuroBasket 1969                                     | Nápoles e Caserta, Itália             |
| 1970 | 6º   | Campeonato Mundial de Basquetebol Masculino de 1970 | Iugoslávia                            |
| 1971 | 5º   | EuroBasket 1971                                     | Essen e Böblingen, Alemanha Ocidental |
| 1972 | 8º   | Basquetebol nos Jogos Olímpicos de Verão de 1972    | Munique, Alemanha Ocidental           |
| 1973 | 4º   | EuroBasket 1973                                     | Barcelona e Badalona,                 |
| 1974 | 10º  | Campeonato Mundial de Basquetebol Masculino de 1974 | Porto Rico                            |
| 1975 | 6º   | EuroBasket 1975                                     | Iugoslávia                            |
| 1976 | 6º   | Basquetebol nos Jogos Olímpicos de Verão de 1976    | Montreal, Canadá                      |
| 1977 | 3º   | EuroBasket 1977                                     | Liège e Oostende, Bélgica             |
| 1978 | 9º   | Campeonato Mundial de Basquetebol Masculino de 1978 | Manila e Quezon, Filipinas            |
| 1979 | 4º   | EuroBasket 1979                                     | Itália                                |
| 1980 | 9º   | Basquetebol nos Jogos Olímpicos de Verão de 1980    | Moscovo, União Soviética              |
| 1981 | 3º   | EuroBasket 1981                                     | Tchecoslováquia                       |
| 1982 | 10º  | Campeonato Mundial de Basquetebol Masculino de 1982 | Colômbia                              |
| 1983 | 10º  | EuroBasket 1983                                     | França                                |
| 1985 | 2º   | EuroBasket 1985                                     | Alemanha Ocidental                    |
| 1987 | 8º   | EuroBasket 1987                                     | Pireu, Grécia                         |
| 1991 | 6º   | EuroBasket 1991                                     | Roma, Itália                          |

## Quadro de Medalhas
| Competição | Ouro | Prata | Bronze | Total |
| ---------- | ---- | ----- | ------ | ----- |
| EuroBasket | 1    | 6     | 5      | 12    |
| Olimpíadas | -    | -     | -      | -     |
| Mundial    | -    | -     | -      | -     |
| Total      | 1    | 6     | 5      | 12    |